# ویسنته آرزه
ویسنته آرزه (زاده ۱ آذر ۱۳۶۴، سانتا کروس د لا سیرا در بولیوی) بازیکن فوتبال بولیویایی است که به عنوان هافبک در تیم استقلال تهران بازی می‌کرد. او در نقل و انتقالات زمستانی فصل ۹۲–۱۳۹۱ از باشگاه شارلوای بلژیک به استقلال پیوست.
آرزه در سال ۲۰۰۸ نامزد جایزهٔ Rookie of the Year بود که به بازیکنان جوان و تازه‌وارد به لیگ اهدا می‌شود.

## زندگی شخصی
خانواده وی یک خانواده کاملاً ورزشی می‌باشد. مادر آرزه یک قهرمان ملی بولیویای در رشته بولینگ است. عموی وی قهرمان مسابقات رالی امریکای جنوبی می‌باشد و پسر عمو او در مسابقات تنیس انفرادی المپیک ۲۰۰۰ سیدنی استرالیا بازی کرده است.

## حضور آرزه در استقلال
ویسنته آرزه کلا در استقلال در ۱۱ بازی برای استقلال به میدان رفت
۷ بازی لیگ برتر - ۲ بازی جام حذفی - ۲ بازی لیگ قهرمانان
همچنین آرزه ۳ گل برای استقلال به ثمر رساند
۲ گل لیگ برتر - ۱ گل جام حذفی
ویسنته آرزه در پایان دوازدهمین دوره لیگ برتر همراه با استقلال موفق به کسب قهرمانی لیگ فوتبال ایران شد